# Dracula's Dog
Dracula's Dog, también nombrada como Zoltan, Hound of Dracula en países como Canadá e Irlanda, es una película de horror estadounidense de 1978 protagonizada por Michael Pataki, Reggie Nalder y José Ferrer.
La premier del film fue estrenado el 29 de marzo de 1978, en Los Ángeles, California. En Argentina fue presentada como Zoltan, el mastín de Drácula. Y en México como La jauría del diablo. Mientras que en España recibió el título de El perro de Satán y el título alternativo de Zoltan, el perro de Drácula. 
El guion del film fue escrito por Frank Ray Perilli. El guion sirvió de base para la publicación de Hounds of Dracula, un libro autoría de Earvin «Magic» Johnson, Jr. y Ken Johnson que fue publicado por New American Library, el mismo año del film,1977. 

## Sinopsis
Zoltan, un perro vampiro, es despertado accidentalmente por un guardia. El perro en cuestión es nada menos que la mascota de Drácula, el sangriento vampiro, el cual queda libre en la ciudad y se convierte en una pesadilla para sus habitantes.

## Reparto
- Michael Pataki como Drácula.
- José Ferrer como Inspector Branco.
- Reggie Nalder como Veidt Smith.
- Jan Shutan como Marla Drake.
- Libby Chase como Linda Drake.
- John Levin como Steve Drake.
- Cleo Harington como Pat Parks.
- Arlene Martel como Maj. Hessel
- Tom Gerrard como Maslow.
- Roger Pancake como Sheriff.